# Rivière Kazabazua
Rivière Kazabazua är ett vattendrag i Kanada.   Det ligger i provinsen Québec, i den sydöstra delen av landet, 60 km norr om huvudstaden Ottawa.
I omgivningarna runt Rivière Kazabazua växer i huvudsak blandskog. Runt Rivière Kazabazua är det mycket glesbefolkat, med 2 invånare per kvadratkilometer.